# Ctenochira tarsata
Ctenochira tarsata là một loài tò vò trong họ Ichneumonidae.